# Sangha-Mbaéré
Sangha-Mbaéré (tidigare Sangha eller Sangha-Économique) är en prefektur i Centralafrikanska republiken. Den ligger i den sydvästra delen av landet, 280 km väster om huvudstaden Bangui. Antalet invånare var 101 074 vid folkräkningen 2003. Arean är 19 412 kvadratkilometer. Sangha-Mbaéré gränsar till prefekturerna Mambéré-Kadéï, Mambéré och Lobaye samt till Kongo-Brazzaville och Kamerun.
Sangha-Mbaéré delas in i underprefekturerna:
- Bambio
- Bayanga
- Nola